# Копіївська сільська рада (Іллінецький район)
| Копіївська сільська рада — колишній орган місцевого самоврядування у Іллінецькому районі Вінницької області з адміністративним центром у с. Копіївка. Сільській раді були підпорядковані населені пункти: - с. Копіївка - с. Іванівка - с. Олексіївка |

## Склад ради
Рада складалася з 14 депутатів та голови.

## Керівний склад сільської ради
| ПІБ                          | Основні відомості                                                               | Дата обрання | Дата звільнення |
| ---------------------------- | ------------------------------------------------------------------------------- | ------------ | --------------- |
| Сіранчук Дмитро Анатолійович | Сільський голова, 1967 року народження, освіта, безпартійний                    | 26.03.2006   | 31.10.2010      |
| Сіранчук Дмитро Анатолійович | Сільський голова, 1968 року народження, освіта середня спеціальна, безпартійний | 31.10.2010   |                 |

Примітка: таблиця складена за даними джерела